# Lussino
Lussino (in croato Lošin; in veneto Lussin; in greco antico: Ἄψορρος?, Ápsorros) è un'isola della Croazia nell'alto Adriatico. Situata nella parte meridionale dell'arcipelago del Quarnero, è parte della regione litoraneo-montana.

## Storia
In seguito alla dominazione romana, gota e bizantina, l'isola di Lussino fu a lungo contesa tra la repubblica di Venezia ed i vicini regni di Croazia e Ungheria, finché nel tardo Medioevo Venezia se ne impossessò definitivamente.
Dopo il trattato di Campoformio (1797) Lussino passò dalla Repubblica di Venezia all'Impero asburgico. Con la fine della prima guerra mondiale fu assegnata con l'Istria e l'isola di Cherso all'Italia (1919). Nel 1947 fu ceduta alla Jugoslavia, per poi entrare a far parte della Croazia.

## Centri abitati
I principali centri abitati dell'isola sono (da nord a sud e con il corrispettivo nome in croato tra parentesi): Neresine (Nerezine), San Giacomo di Neresine (Sveti Jakov), Chiusi Lussignano (Ćunski), Artatore (Artatore o Artaturi), Lussinpiccolo (Mali Lošinj), Lussingrande (Veli Lošinj) e Rovensca (Rovenska).
I nomi di Lussingrande e Lussinpiccolo non debbono trarre in inganno: il primo (il più antico) è un centro minore per dimensione ed importanza rispetto al secondo (di più recente fondazione ma di maggior sviluppo, capoluogo dell'isola).

## Collegamenti
Un'unica strada carrozzabile percorre l'isola per tutta la lunghezza, con poche brevi deviazioni laterali.
L'isola di Lussino è collegata a nord con quella di Cherso (Cres) da un ponte girevole sul canale della Cavanella (scavato in epoca romana, quando le due isole erano collegate da una sottile e minuscola lingua di terra); appena al di là del ponte si trova il borgo di Ossero (Osor). Da qui la strada prosegue attraverso l'isola di Cherso fino all'omonima città dove si biforca in direzione di Faresina (Porozina) e di Smergo (Merag), attracco delle due linee di traghetti di collegamento alla terraferma.
Via mare vi sono collegamenti stagionali tra il capoluogo Lussinpiccolo e Venezia, con aliscafo, e tra Lussinpiccolo, Pola e Zara, con il catamarano della compagnia "SplitTours". Una linea "postale" effettua giornalmente il servizio circolare di collegamento tra il capoluogo e alcune isole minori dell'arcipelago: Sansego (Susak), Asinello (Ilovik) e Unie (Unije).
In prossimità della località di Artatore (Artaturi) si trova l'aeroporto (coordinate: ARP 44 33 57 N 014 23 35 E RWYs 02/20 2953 FT), con un'unica pista in tartan, abilitato al traffico nazionale ed internazionale di piccoli velivoli. Esiste un unico servizio costante di trasporto di linea per la vicina isola di Unie (Unije); sporadici collegamenti con aerei da turismo e privati con Svizzera, Italia, Austria, Slovenia.

## Società

### La presenza autoctona di italiani
A Lussino esiste una piccola comunità di italiani autoctoni, che rappresentano una minoranza residuale di quelle popolazioni italiane che abitarono per secoli ed in gran numero, le coste dell'Istria e le principali città di questa, le coste e le isole della Dalmazia, e il Quarnaro, che erano territori della Repubblica di Venezia. Fino alla seconda guerra mondiale l'isola era a maggioranza italiana. La presenza di italiani autoctoni di Lussino è drasticamente diminuita in seguito all'esodo giuliano dalmata, che avvenne dopo la seconda guerra mondiale e che fu anche cagionato dai "massacri delle foibe".
Nonostante la maggior parte degli italiani abbia lasciato l'isola, ne rimane una piccola parte, riunita nella comunità degli italiani di Lussinpiccolo. Prima dell'indipendenza della Croazia, la comunità italiana risultava, secondo i censimenti ufficiali, l'1,0% della popolazione nel 1981 e successivamente l'1,5% nel 1991. Secondo il censimento del 2011, il comune di Lussinpiccolo conta 253 italiani, pari al 3,12% della locale popolazione, ma gli iscritti alla Comunità sono 557 (6,64% della popolazione), anche se alcuni ritengono che tale dato sia ancora sottostimato.

## Sport
NK Lošinj è la squadra di calcio di Lussino.